# Escuadrón Juvenil Deportivo
El Escuadrón Juvenil Deportivo de Seguridad Pública (ESJUDE) es un programa de prevención del delito de carácter deportivo y disciplinario que opera en el municipio de Mexicali, Baja California. Contenido en un formato de agrupación deportiva de alta disciplina, este pretende atraer a los jóvenes a actividades deportivas y de causa social con el objetivo de fomentar una actitud de servicio y respeto a los valores morales y cívicos. Junto con D.A.R.E. (Drug Abuse Resistance Education), es uno de los programas de prevención del delito auspiciados por la Dirección de Seguridad Pública Municipal, con el objetivo de desalentar las conductas antisociales como el consumo de drogas, el vandalismo, el pandillerismo o el aislamiento social.
El programa actualmente se extiende por diversas localidades del Valle de Mexicali, el puerto de San Felipe y la ciudad de Mexicali, en la cual inició actividades el 27 de mayo de 2005.

## Historia
El Escuadrón Juvenil Deportivo de Seguridad Pública Municipal surge a partir de la idea de quien ocupaba el cargo de Director de Seguridad Publica Municipal en el año 2005, el Lic. Javier Salas Espinoza, esto como respuesta a la descomposición social que se venía presentando durante los últimos años en la juventud. La propuesta contemplaba la creación de un organismo descentralizado donde se capacitara y se fomentaran los valores cívicos y morales, apoyándose en el deporte como medio de superación personal, física y mental, esto alternando con la concientización de los jóvenes sobre la importancia del servicio a la patria. El fin esencial de esta propuesta planteaba la creación de un programa de prevención del delito.
Ante esto, el viernes 27 de mayo del año 2005 se consolida e inicia actividades el Escuadrón Juvenil Deportivo de Seguridad Pública, cuyo objetivo es la prevención de la drogadicción, delincuencia y todos los vicios que eviten el sano desarrollo de la juventud.
Así mismo, en una búsqueda de garantizar la perdurabilidad de las acciones preventivas subsecuentes del programa, el 11 de agosto de 2005, de manera unánime el Cabildo de Mexicali aprueba la creación del Organismo Público Descentralizado de la Administración Pública Municipal denominado Patronato Escuadrón Juvenil Deportivo de Seguridad Pública, con personalidad jurídica y patrimonio propio, con el objetivo de tener un centro de organización donde se preparen los presupuestos de ingresos y egresos, la captación de recursos y difusión de las actividades de la agrupación.

## Actividades
- Formación de valores
- Defensa personal
- Campismo
- Acondicionamiento físico
- Gimnasia básica
- Rápel
- Excursionismo
- Oratoria
- Primeros auxilios
- Orden Cerrado

## Misión y Visión
| Misión | Visión |
| --- | --- |
| "Prevenir los actos delictivos, formando líderes positivos que muestren una actitud de servicio y respeto a la patria, reforzando los valores cívicos y morales, por medio de actividades deportivas". | "Los elementos que pertenecen a la agrupación, sean mejores hijos, alumnos, padres, pero sobre todo mejores ciudadanos, buscando así el engrandecimiento de nuestra patria". |

## Centros de entrenamiento
| Mexicali Central  | N/A            | Academia de Policía Municipal                                                                                                 | N/A        |                   |     |                                             |
| Mexicali Norte    | N/A            | Sec."18 de Marzo", COBACH Mexicali "Parque Hidalgo", Sec.No.6, CBTiS No.21                                                    | N/A        |                   |     |                                             |
| Mexicali Oriente  | N/A            | CECYTE "Compuertas", COBACH "José Vasconcelos", Parque "Paseos del Sol", U.V.M, sec No."9", "Universidad del Valle de México" | N/A        | Mexicali Poniente | N/A | CECYTE 'Misiones', Sec.No.100, CETiS No.18, |
| Mexicali Sur      | N/A            | CECYTE "Xochimilco", COBACH "Miguel Hidalgo", CBTiS No.140                                                                    | N/A        |                   |     |                                             |
| Valle de Mexicali | Ciudad Morelos | Ciudad Guadalupe Victoria "KM 43"                                                                                             | N/A        |                   |     |                                             |
| San Felipe        | N/A            | N/A | San Felipe |                   |     |                                             |